# Eurocops
Eurocops was een Europese misdaadserie die werd geproduceerd tussen 1988 en 1992.
Zeven Europese televisiezenders startten in 1988 de gezamenlijke serie Eurocops, waarin verschillende afleveringen elk van ZDF (Duitsland), ORF (Oostenrijk), SRG (Zwitserland), RAI (Italië), Antenne 2 (Frankrijk), Channel 4 (Verenigd Koninkrijk) en TVE (Spanje). Tot de opsporingsambtenaren behoorden Heiner Lauterbach (Duitsland), Bernd Jeschek (Oostenrijk) en Diego Abatantuono (Italië).
De eerste aflevering was "Tote Reisen nicht", een Zwitserse bijdrage die op 6 november 1988 op ZDF werd uitgezonden. In 1993 werden in totaal 70 afleveringen uitgezonden.

## Introductie en titelmuziek
Een kleine sensatie voor zijn tijd was de titelreeks. Niet alleen was de titelmuziek een beklijvend elektronisch thema gecomponeerd door Jan Hammer, het werd begeleid door een wilde camerarit waarin een camera over een kaart van Europa cirkelt, de verschillende steden toont waarin de afleveringen spelen en voor elke stad wordt een foto getoond van de lokale rechercheur met zijn naam en titel. Ten slotte zoomt de camera uit in een afbeelding van het politiebadge van het land waarin de betreffende aflevering zich afspeelt. Nog een noviteit voor deze tijd, de titel werd volledig door de computer gegenereerd.

## Cast and crew

### Duitsland
- Geproduceerd door: Monaco Film, München voor ZDF
- Regisseurs: Georg Althammer, Werner Kließ
- Cast:
  - Heiner Lauterbach als Thomas Dorn
  - Eva Kryll als Karin
- Stad: Keulen

### Frankrijk
- Geproduceerd door: Antenne 2
- Cast:
  - Patrick Raynal als commissaris Nicolas Villars
  - Bertrand Lacy als commissaris Luc Rousseau
  - Étienne Chicot als Jérôme Cortal
  - François Perrot
- Stad: Marseille

### Italië
- Geproduceerd door: RAI
- Muziek door: Stefano Mainetti (9 afleveringen)
- Cast:
  - Diego Abatantuono als commissaris Bruno Corso
  - Bruno Pagni als Marco

### Oostenrijk
- Geproduceerd door: ORF
- Regisseurs: Rud'i Nemeth, Peter Müller
- Cast:
  - Bernd Jeschek als Peter 'Bernd' Brucker
  - Bigi Fischer als Bigi Herzog
  - Hermann Schmid als Oberinspektor Nurmeier
- Stad: Wenen

### Spanje
- Geproduceerd door: Velarde Films voor TVE
- Cast:
  - Álvaro de Luna als Subcomisario Andrés Crespo

### Verenigd Koninkrijk
- Geproduceerd door: Picture Palace Productions voor Channel 4
- Regisseur: Malcom Craddock
- Cast:
  - John Benfield als rechercheur George Jackson
  - Linda Henry als Linda Jackson
  - Jonathan Phillips als Stonehead
  - David Bradley als Roper

### Zwitserland
- Geproduceerd door: SRG
- Cast:
  - Alexander Radszun als Christian Merian
  - Wolfram Berger als Peter Brodbeck
- Stad: Bazel